# Álvaro Lara
Álvaro Fabián Lara Saldías (Linares, Chile, 26 de agosto de 1984 - San Javier, Chile, 20 de noviembre de 2011) fue un futbolista chileno. Jugó de delantero en distintos clubes de Chile

## Carrera profesional
Lara inició su carrera futbolística en las divisiones menores de la Universidad Católica a una muy corta edad, siendo ascendido al primer equipo de los cruzados la temporada 2004, ganando en la siguiente su primer título, el Torneo de Clausura 2005. El año 2007, Lara deja al club, para sumarse al equipo de su ciudad natal, Deportes Linares. 
Después de una temporada, fue observado por Deportes Concepción, equipo de la Primera División de Chile. En aquel club realizó una buena temporada, pero debido a los graves problemas institucionales de los lilas, se desvinculó y se sumó a Curicó Unido el año 2008, ganando el título de la Primera B aquel año, siendo este su segundo título profesional. Se mantiene para la siguiente temporada de Curicó, en Primera División, con un buen desempeño personal, pero sin poder evitar el descenso del club a final de temporada. Al año siguiente emigra a Rangers sin mayor suerte, por lo que termina contrato al término de la temporada.
El 20 de noviembre de 2011, el joven deportista (ya sin club) que viajaba junto a dos amigos, colisionó su vehículo contra una camioneta, conducida en sentido contrario por un sujeto en estado de ebriedad. El choque se produjo en la Carretera 5 Sur, a la altura de San Javier. Producto de sus graves lesiones, fue trasladado al Hospital Regional del Maule, donde finalmente falleció.

## Clubes
| Club                 | País  | Año       |
| -------------------- | ----- | --------- |
| Universidad Católica | Chile | 2004-2007 |
| Linares Unido        | Chile | 2007      |
| Deportes Concepción  | Chile | 2008      |
| Curicó Unido         | Chile | 2008-2009 |
| Rangers              | Chile | 2010      |

## Palmarés

### Campeonatos nacionales
| Título           | Equipo               | País  | Año    |
| ---------------- | -------------------- | ----- | ------ |
| Primera División | Universidad Católica | Chile | 2005-C |
| Primera B        | Curicó Unido         | Chile | 2008   |